# Chiesa di Santiago (Roncisvalle)
La chiesa di Santiago è una chiesa situata a Roncisvalle nella comunità autonoma di Navarra. Posta sul Camino Navarro, uno dei rami del Cammino di Santiago di Compostela, la sua costruzione risale al XIII secolo.

## Storia

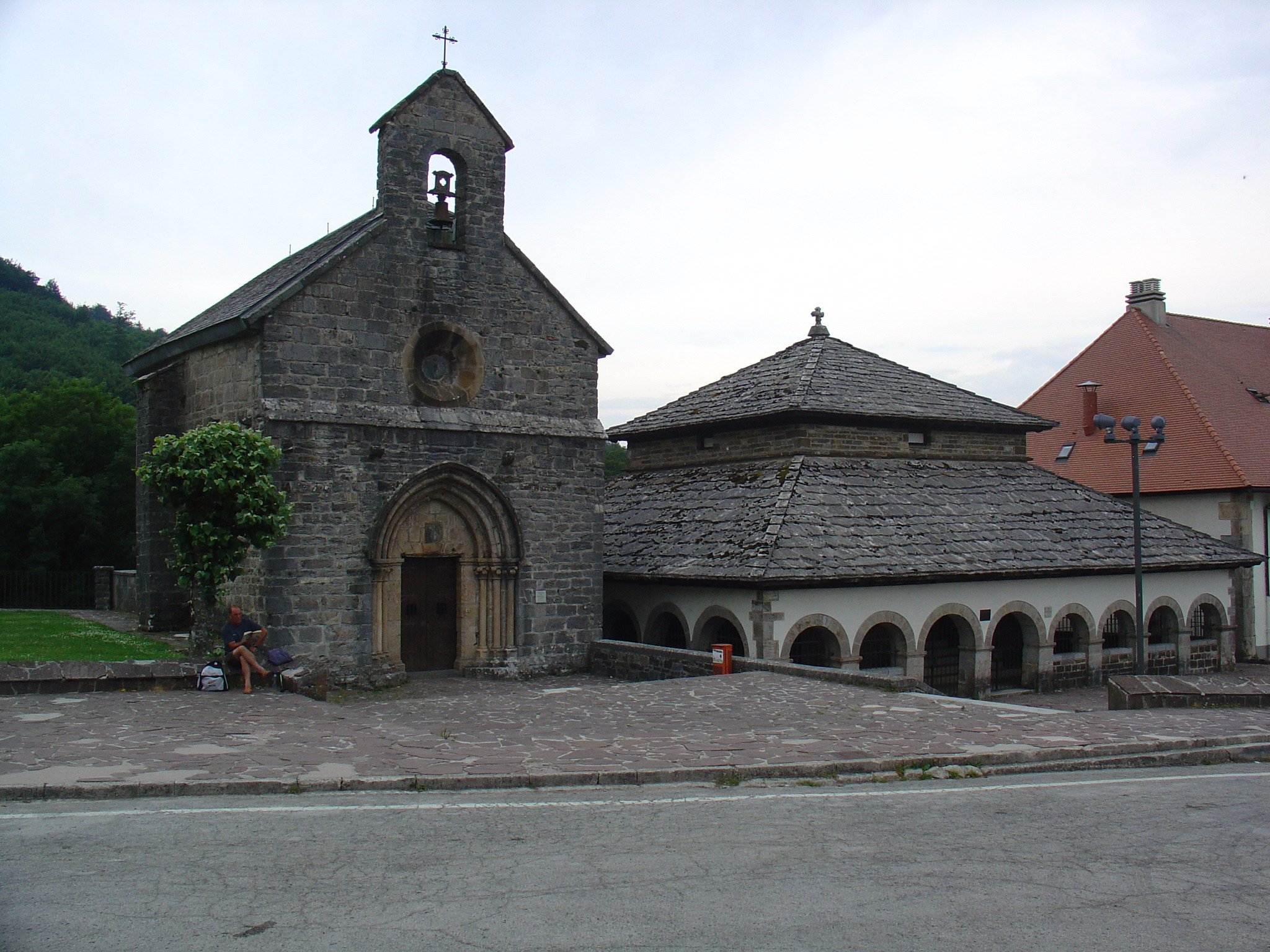
Chiesa di Santiago e accanto la cappella del Santo Spirito della collegiata Reale di Roncisvalle

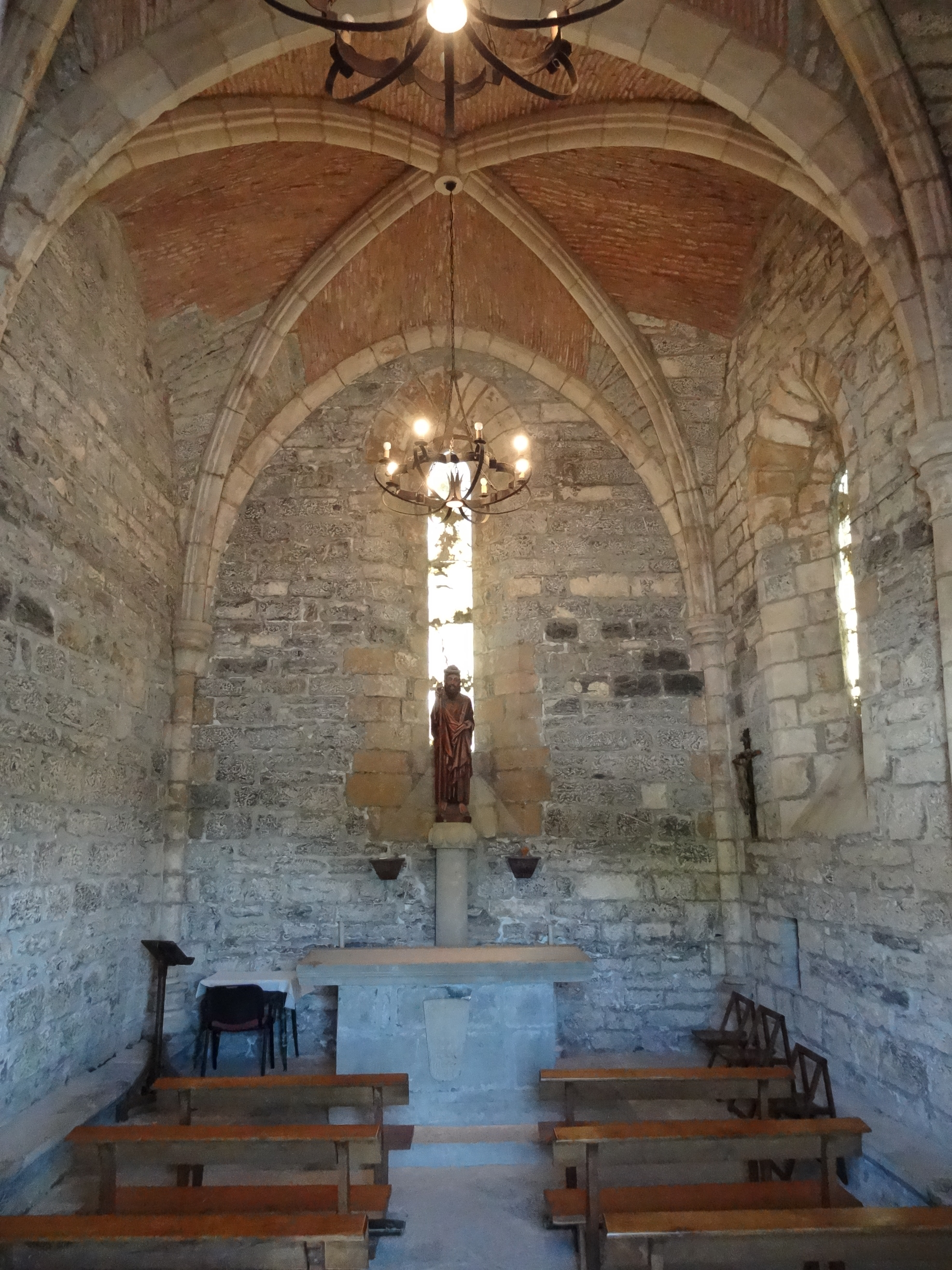
Interno a navata unica della chiesa

La piccola chiesa venne edificata nel XIII e sino al 1700 ebbe dignità di chiesa parrocchiale. Fu oggetto di interventi di restauro nel Novecento dopo un periodo di abbandono.

## Descrizione

### Esterni
Il piccolo tempio si trova accanto alla cappella del Santo Spirito della collegiata Reale di Roncisvalle. La facciata è molto semplice caratterizzata dal portale incorniciato dall'arco leggermente ogivale caratteristico dell'architettura gotica sormontato in asse dal piccolo oculo strombato. La torre campanaria a vela conserva l'antica campana del monastero di San Salvador de Ibañeta che a lungo, con i suoi rintocchi, aiutava a ritrovare il percorso i pellegrini che si erano smarriti sul cammino.

### Interni
All'interno la navata è unica con volta a crociera e nella parte presbiteriale si conserva la statua che raffigura l'Apostolo Santiago.